# Dineutus assimilis
Dineutus assimilis là một loài bọ cánh cứng trong họ van Gyrinidae. Loài này được Kirby miêu tả khoa học năm 1837.